# Curve bowls

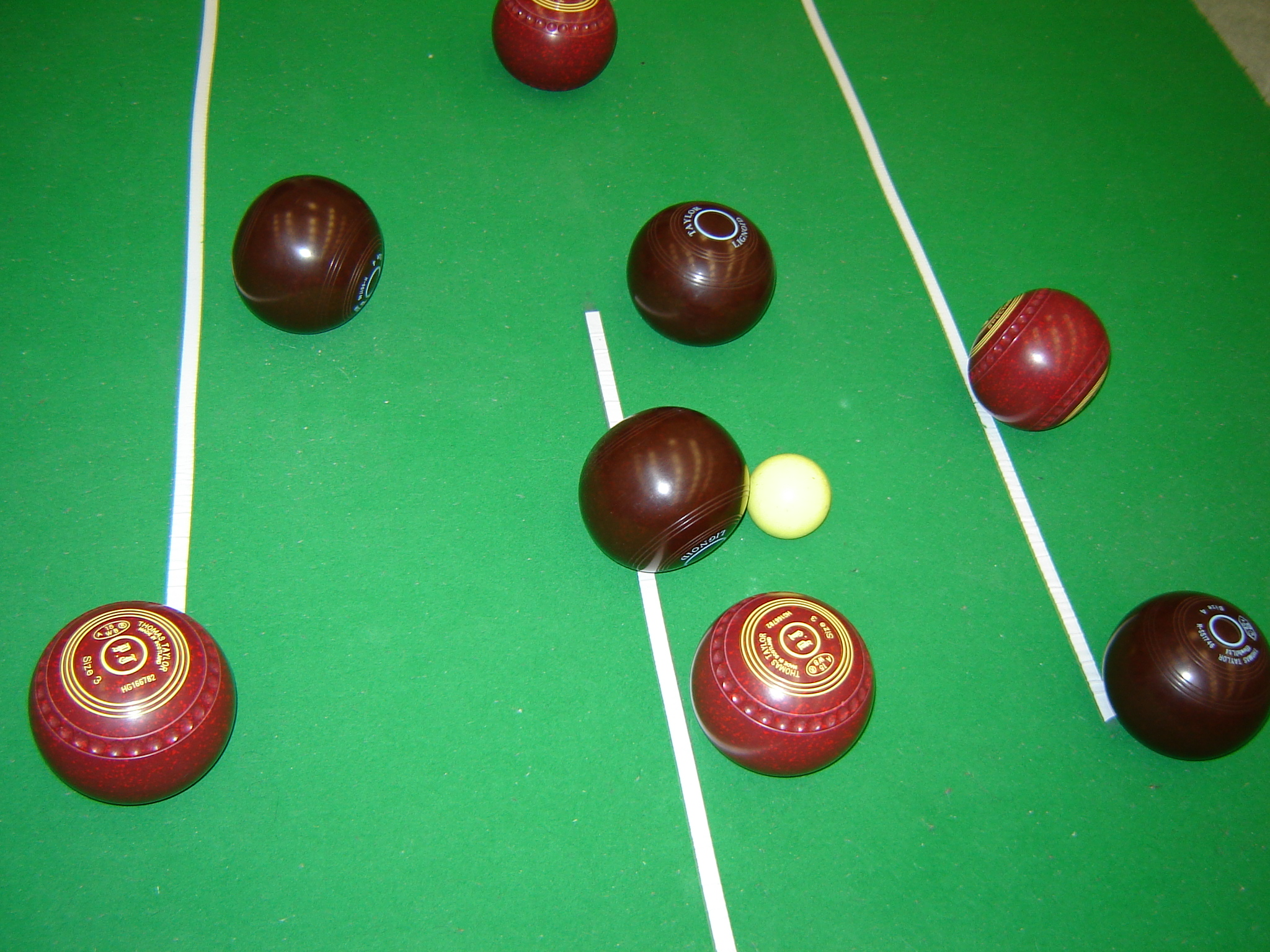
Curve bowls

Curve bowls is een indoor variant van de bowlssporten die ontstaan is in het Verenigd Koninkrijk als short mat bowls en sinds enkele decennia ook in Vlaanderen wordt gespeeld. Het wordt meestal indoor gespeeld op een groene mat, met daarop in het midden een blok, waar rond moet gebold worden.

## Geschiedenis
Curve bowls werd in 1986 in Vlaanderen geïntroduceerd door Jane Morgan, een Engelse bowlskampioene die zich in Limburg vestigde. De naam "curve bowls" is ontstaan bij het oprichten van de bowlssport in België, waar indoor op korte mat (short mat) wordt gespeeld. Dit is een langwerpige mat van 14 op 1,82 meter. In Engeland (waar het spel zijn oorsprong kent) wordt bowls in verschillende disciplines gespeeld. Die onderscheiden zich vooral door de ondergrond en de afstand waarop gespeeld wordt. Deze sport wordt in Europa gespeeld in landen zoals Groot-Brittannië, Nederland, Zweden, Denemarken, Tsjechië, Spanje, Portugal enz. Internationaal wordt de naam short mat bowls gebruikt voor deze sport.

## Spel en materiaal
Op de groene mat met een blok in het midden (waar omheen gespeeld moet worden), wordt met een zwarte kunststofbol naar de jack, een kleiner bolletje, gemikt. Specifiek is dat het zwaartepunt van de bollen niet in het midden maar opzij ligt. Wanneer de bol zijn snelheid verliest, beïnvloedt dit zwaartepunt de baan van de bol. Dit heeft een bocht (of curve) tot gevolg. Dat effect bekomt men enkel wanneer de bol wordt gerold. Een andere techniek is het kegelen. Dit wordt gebruikt om de bollen van de tegenpartij verder van de jack weg te kaatsen.

## Spelregels

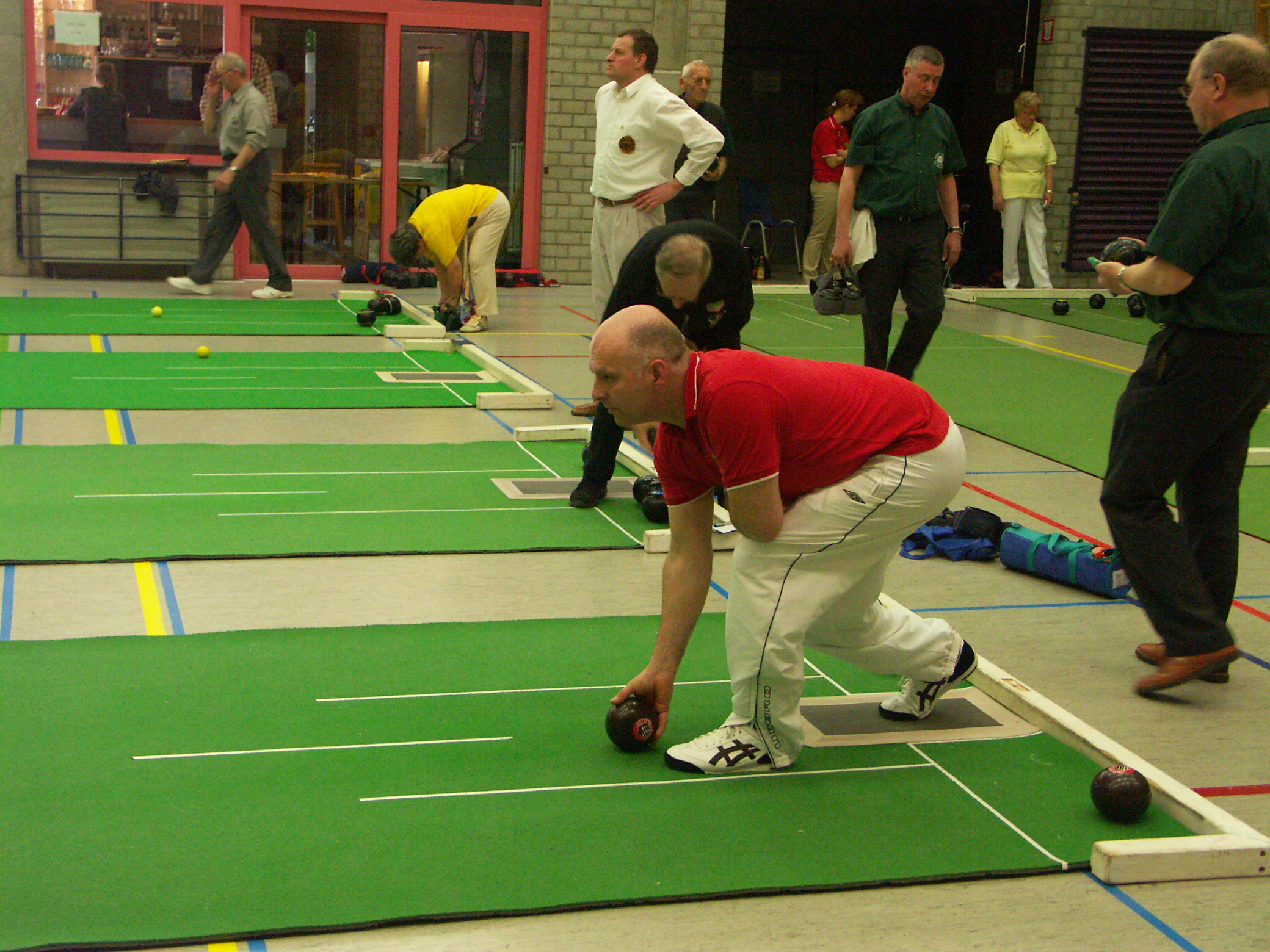
Bollen

Bollen worden van de mat verwijderd als ze terechtkomen in de dode zone (niet ver genoeg gerold) of in de grachtzone (te hard gespeeld) of als ze het middenblok geraakt hebben. Het spel kan individueel, maar ook in teams van twee, drie of vier spelers beoefend worden.
Een wedstrijd kan beslist worden:
- Om het eerst tot een vooropgesteld aantal punten spelen
- De puntenstand na een afgesproken aantal spelletjes (of ends)
- De puntenstand na een bepaalde tijd

Het aantal punten per end is gelijk aan het aantal bollen die dichter bij de jack liggen dan de dichtste bol van de tegenpartij.
De superbowls is een competitie die om de twee zondagen betwist wordt door de clubs die aangesloten zijn bij de Vlaamse Curve Bowls Federatie. Samen met de Belgische kampioenschappen tellen ze mee voor de ranglijst. Om de twee jaar mogen de 25 best geplaatste curve bowlers deelnemen aan het WK Short Mat Bowls. Ook op weekdagen worden heel wat tornooien ingericht.
De wedstrijden worden vooral bevolkt door jong gepensioneerden en heel wat senioren van ca. 80 jaar. Toch vinden ook jongeren hun weg naar de curvebowlsclubs.

## Trefpunt
Na de Belgische Curve Bowls Federatie (ontstaan in 1988) werd in 1994 de Vlaamse Curve Bowls Federatie (VCBF) opgericht. Deze laatste overkoepelt een vijftiental curvebowlsclubs en is aangesloten bij de internationale bowlsfederatie, namelijk de World Short Mat Bowls Council, en bij VlaS, een vereniging ter promotie van de Vlaamse traditionele sporten. Momenteel wordt curve bowls op meer dan 140 plaatsen gespeeld, voornamelijk in Oost-Vlaanderen en Limburg, maar ook Antwerpen, Vlaams-Brabant en West-Vlaanderen.